# Боргун Степан Вікторович
Степа́н Ві́кторович Боргу́н (нар. 5 березня 1985, Снятин) — український футболіст, захисник.

## Біографія
Степан Боргун почав займатися футболом у івано-франківській ДЮСШ № 3, разом з ним займалися Ігор Худоб'як та Ярослав Годзюр. Перший тренер — Віктор Поптанич. За ДЮСШ № 3 Боргун виступав протягом трьох сезонів у ДЮФЛ.
Навесні 2002 року перейшов до дитячо-юнацької школи дніпропетровського «Дніпра». Вже 15 квітня 2002 року Степан Боргун дебютував у другій лізі за «Дніпро-3» у домашньому матчі проти сумського «Фрунзенця-Ліги-99». З серпня 2002 року виступає за «Дніпро-2». За дубль «Дніпра» він виступав до 2004 року, і, так і не потрапивши до основного складу, залишив клуб.
У першому колі сезона 2004/05 Боргун виступав за дубль івано-Франківського «Спартака» — команду «Спартак-2» (Калуш). Після того, як «Спартак» відмовився від утримання двох професіональних клубів, гравець перейшов до першолігової дніпродзержинської «Сталі», де одразу потрапив до основного складу. За «Сталь» Степан Боргун провів 146 матчів і став одним з рекордсменів клубу за кількістю зіграних матчів. У квітні 2008 року, після сотого матчу в Першій лізі, Боргун отримав спеціальний приз від клубу та був обраний капітаном команди. У сезона 2008/09 продовжив виступи за «Сталь», яка вилетіла у другу лігу.
Влітку 2009 року Боргун був на оглядинах у «Десні», але не підійшов чернігівцям і перейшов до тернопільської «Ниви».
У січні та лютому 2010 року Боргун був на передсезонному зборі з «Кримтеплицею», з якою 15 лютого підписав півторарічний контракт. Окрім виступів у першій лізі, провів два матчі у Кубку Ліги за фарм-клуб «Кримтеплиці» «Спартак» (Молодіжне).
2011 року виступав за аматорські «Самбір», «Снятин» та «Лисичанськ», а з останнім навіть грав у аматорському чемпіонаті, зайнявши 7 місце.